# In the Kingdom of Kitsch You Will Be a Monster
| Recensione | Giudizio |
| ---------- | -------- |
| AllMusic   |          |
| Pitchfork  | 8,3      |

In the Kingdom of Kitsch You Will Be a Monster è il terzo album in studio del gruppo musicale norvegese Shining, pubblicato il 24 gennaio 2005 dalla Rune Grammofon.

## Descrizione
L'album segna un completo distacco dalle sonorità puramente jazz degli esordi grazie all'integrazione di vari strumenti elettronici come campionatori, sintetizzatori, drum machine e organi. Il risultato è un disco caratterizzato da un incrocio di riff heavy metal con melodie art rock e assoli di sassofono.
Secondo quanto spiegato dal frontman Jørgen Munkeby, gli Shining hanno speso quattro settimane non consecutive per la realizzazione dei dieci brani  contenuti nell'album. Tra questi vi è presente anche Goretex Weather Report, originariamente scritta da Munkeby per i Jaga Jazzist ma da loro rifiutata in quanto troppo opera rock rispetto al loro stile musicale; il brano 31=300=20 (It Is by Will Alone I Set My Mind in Motion) è invece frutto di un'improvvisazione del gruppo basata su una melodia ideata da Munkeby.

## Tracce
Musiche di Jørgen Munkeby.
1. Goretex Weather Report – 5:00
2. Redrum – 1:37
3. Romani – 3:19
4. Perdurabo – 3:02
5. Aleister Esplains Everything – 3:23
6. 31=300=20 (It Is by Will Alone I Set My Mind in Motion) – 4:24
7. Where Death Comes to Cry – 2:22
8. The Smoking Dog – 3:57
9. Magazine RWRK – 6:32
10. You Can Try the Best You Can – 5:21

## Formazione
Gruppo
- Jørgen Munkeby – sassofono, flauto, clarinetto, EWI, chitarra elettrica e acustica, basso elettrico, Rhodes, sintetizzatore, pianoforte, fisarmonica, mellotron, organo a pompa, organo, celesta, voce, strumenti ad arco, programmazione  e montaggio della batteria, arrangiamento
- Aslak Hartberg – basso acustico ed elettrico, drum machine, percussioni, battimani, arrangiamento
- Torstein Lofthus – batteria, percussioni, arrangiamento
- Morten Qvenild – Rhodes, sintetizzatore, clavinet, pianoforte, celesta, campionatore, drum machine, mellotron, arrangiamento

Altri musicisti
- Andreas Hessen Schei – sintetizzatore aggiuntivo (traccia 4)
- Kari Knardahl – corno (traccia 9)
- Michelle Lindboe – trombone (traccia 9)
- Karl Ivar Refseth – grancassa, tam-tam, campane tubolari e gong (traccia 9)
- Sjur Miljeteig – tromba (traccia 9)

Produzione
- Kåre Chr. Vestrheim – produzione, arrangiamento, registrazione, missaggio
- Jørgen Munkeby – registrazione aggiuntiva
- Mike Hartung – registrazione aggiuntiva, missaggio, mastering
- Sjur Miljeteig – registrazione aggiuntiva, coproduzione (tracce 3, 6 e 9)
- Peder Kjellsby – registrazione aggiuntiva, coproduzione (tracce 3, 6 e 9)
- Shining – registrazione aggiuntiva